# Sân vận động 19 tháng 8
Sân vận động 19 tháng 8, còn được gọi là Sân vận động Nha Trang, là một sân vận động bóng đá ở phường Nha Trang, tỉnh Khánh Hòa, Việt Nam. Đây là sân nhà của Khatoco Khánh Hòa. Sân có sức chứa khoảng 18.000 khán giả.